# Krasna Góra (Niemodlin)
Krasna Góra (deutsch Sonnenberg) ist ein Ort an der Nysa Kłodzka (Glatzer Neiße) in der Stadt- und Landgemeinde Niemodlin im Powiat Opolski der Woiwodschaft Opole (Oppeln) in Polen.

## Geographie

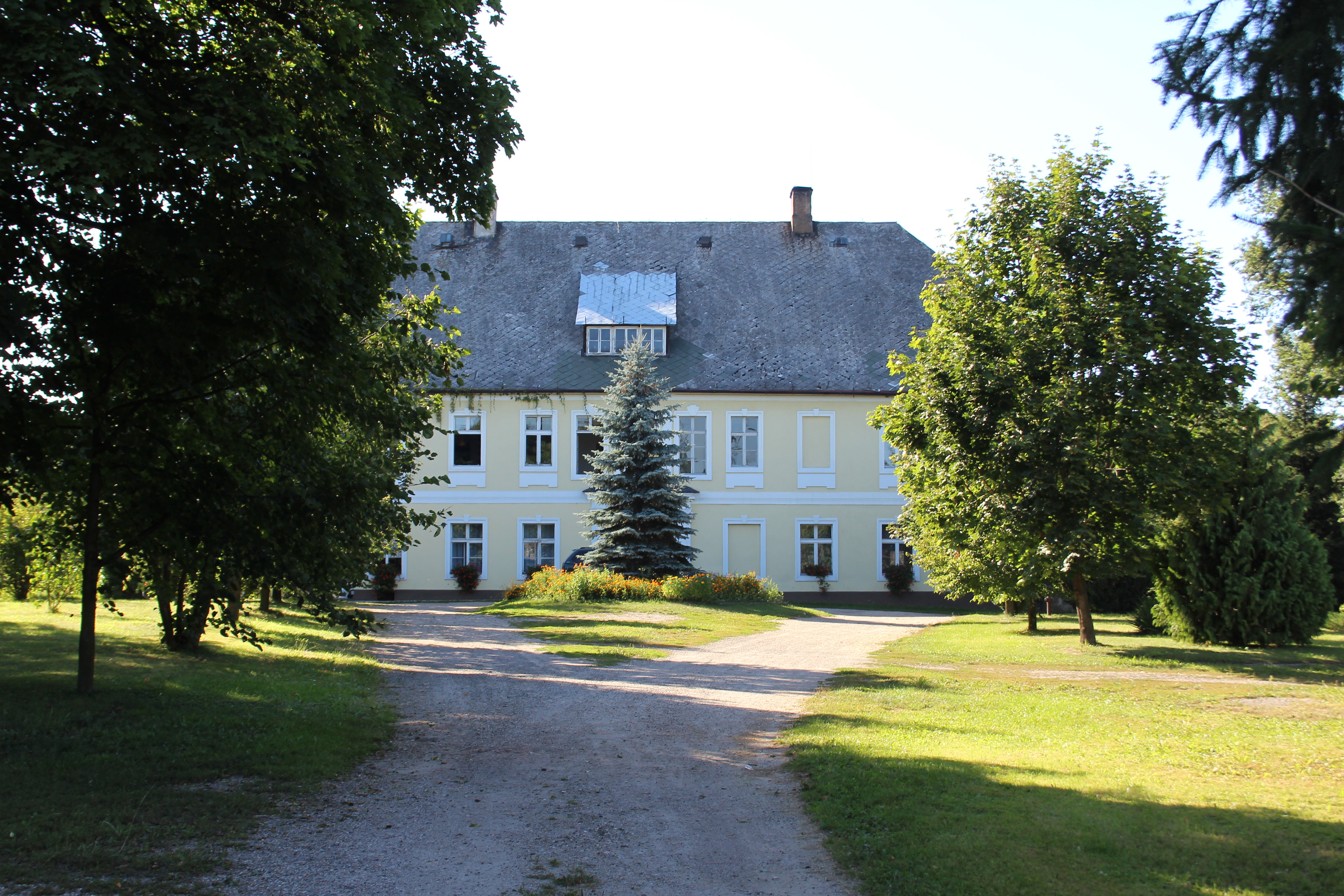
Schloss Sonnenberg

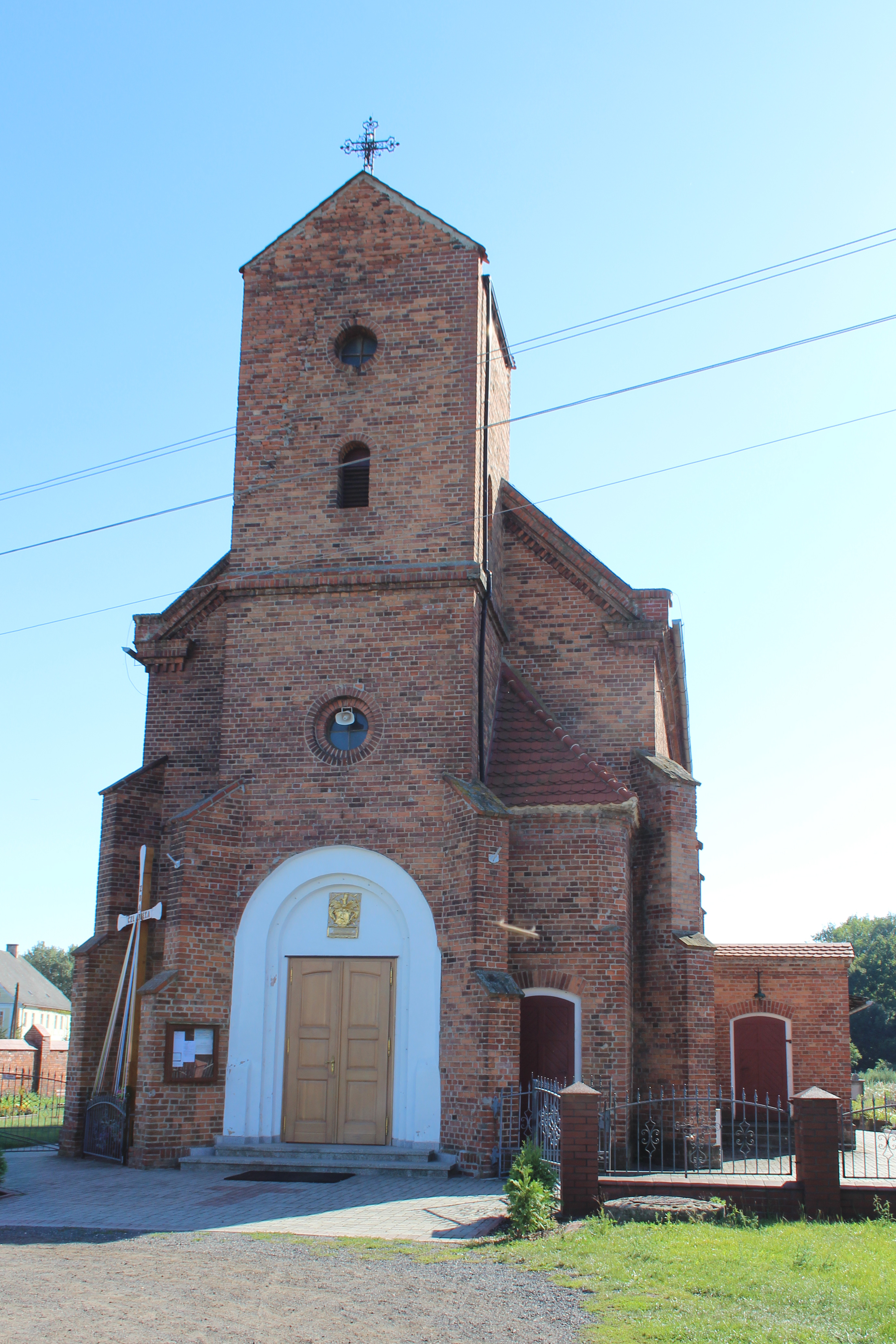
Muttergotteskirche

Krasna Góra liegt etwa zwölf Kilometer südwestlich von Niemodlin (Falkenberg) und 38 Kilometer westlich von Opole (Oppeln) in der Nizina Śląska (Schlesische Tiefebene). Nordöstlich liegt die Kolonie Marszów (Marsche). Durch den Ort verläuft die Droga wojewódzka 385.
Nachbarorte von Krasna Góra sind Tłustoręby (Kirchberg), im Nordwesten Kopice (Koppitz) und im Südwesten Więcmierzyce (Winzenberg). Nördlich lag die Kolonie Pielgrzymowice (Pilkendorf) und nordöstlich die zu Krasna Góra gehörende Kolonie Marszów (Marsche).

## Geschichte
Das Dorf Sonnenberg wurde im Zuge der Besiedlung des Grottkauer Landes vor 1300 gegründet. Erstmals erwähnt wird der Ort 1320. 1370 wird das Dorf als Sunnynberg erwähnt. Archäologische Funde aus frühgeschichtlicher Zeit deuten auf eine sehr frühe Besiedlung der Gegend um Sonneberg hin.
Nach dem Ersten Schlesischen Krieg 1742 fiel Sonnenberg mit dem größten Teil Schlesiens an Preußen. Zwischen 1743 und 1817 gehörte der Ort zum Landkreis Grottkau. 1780 zählte der Ort ein Rittergut, das Vorwerk Marsche, eine Häusler- und 34 Gärtnerstellen sowie 286 Einwohner. Weiterhin bestand an der Neisse eine Wassermühle.
Nach der Neuorganisation der Provinz Schlesien gehörte die Landgemeinde Sonnenberg ab 1817 zum Landkreis Falkenberg O.S. im Regierungsbezirk Oppeln. 1845 bestand das Dorf aus 85 Häusern, einem Schloss, einem Vorwerk, einer katholischen Begräbniskapelle und einer katholischen Schule. Im gleichen Jahr lebten in Sonnenberg 583 Menschen, davon 43 evangelisch. 1855 lebten 638 Menschen im Ort. Um 1860 entstand südöstlich von Sonnenberg das Jagdhaus St. Hubertusgrün. 1865 zählte das Dorf 36 Gärtner- und 24 Häusler. Die Schule wurde im gleichen Jahre von 130 Schülern besucht. 1874 wurde der Amtsbezirk Kirchberg gegründet, welcher aus den Landgemeinden Kirchberg, Rogau, Sonnenberg und Tarnitze und die Gutsbezirke Kirchberg, Rogau, Sonnenberg und Tarnitze bestand. 1885 zählte Sonnenberg 564 Einwohner.
1933 lebten in Sonnenberg 475 Menschen. Im Jahr 1939 zählte das Dorf 463 Einwohner. Bis Kriegsende 1945 gehörte der Ort zum Landkreis Falkenberg O.S.
Im März 1945 wurde das Dorf durch die Rote Armee erobert. Danach kam der bisher deutsche Ort unter polnische Verwaltung und wurde in Krasna Góra umbenannt. Die verbliebene deutsche Bevölkerung wurde im Juni 1946 ausgewiesen.  1950 kam der Ort zur Woiwodschaft Oppeln. In den 1950er Jahren wurde das südöstlich liegende Jagdhaus St. Hubertusgrün abgebrochen. 1999 kam der Ort als Teil der Gmina Niemodlin zum wiedergegründeten Powiat Opolski.

## Sehenswürdigkeiten
- Schloss Sonnenberg: Die Anfänge des Schlosses stammen aus dem 14. und 15. Jahrhundert. Der heutige Bau entstand in der zweiten Hälfte des 18. Jahrhunderts. Das barocke Schloss wurde in der Mitte des 19. Jahrhunderts im klassizistischen Stil umgebaut. Anfang des 20. Jahrhunderts wurde das Anwesen erneut umgebaut und modernisiert. Es handelt sich um einen rechteckiges Gebäude, mit zwei Geschossen und einem Giebeldach. Letzter Besitzer des Schloss vor 1945 war die Familie Schaffgotsch. Nach 1945 wurde das Schloss verstaatlicht und zu Wohnungen umgebaut. Das Schloss steht seit 1965 unter Denkmalschutz.[9] Zum Schloss gehört ein noch heute teils erhaltener Landschaftspark mit großen Laubbaumbestand. Zum Gutshof gehören auch mehrere Wirtschaftsgebäude, darunter ein Backsteinspeicher von 1833.[10]
- Die römisch-katholische Muttergotteskirche (poln. Kościół Macierzyństwa NMP) wurde 1857 erbaut und 1908 erweitert.[2]
- Friedhof mit deutschen Gräbern
- Wegekreuz an der Hauptstraße